# Cantine Florio
La Cantine Florio è una casa vinicola fra le più antiche della Sicilia, particolarmente nota per la produzione del vino Marsala.

## Storia

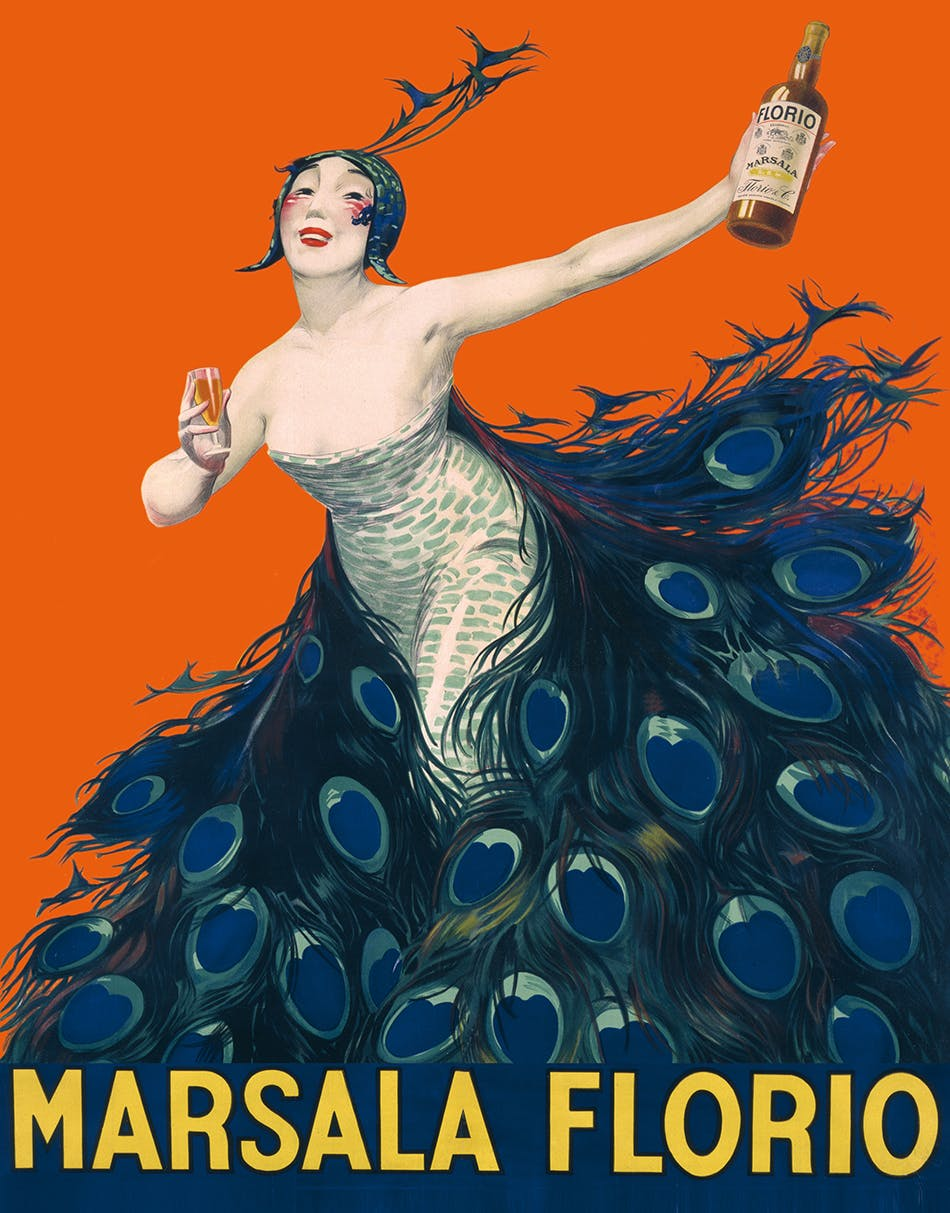
Un'immagine pubblicitaria per il marsala Florio disegnata da Jean d'Ylen nel 1920

Nasce nel 1833 a Marsala ad opera dell'imprenditore Vincenzo Florio che, dopo aver acquistato un terreno in un tratto di spiaggia situato fra i bagli di Ingham-Whitaker e di Woodhouse, vi fece costruire uno stabilimento per la produzione di vino Marsala.
I primi anni della cantina furono molto difficili, con scarsi guadagni e poche prospettive. Florio poté resistere solo grazie alle sue ingenti risorse e alla fama della famiglia, all'epoca tra le più ricche d'Italia.
Gli scarsi guadagni derivavano dall'eccesso dell'offerta rispetto alla domanda del mercato, quasi completamente estero, ed inglese in particolare. La commercializzazione del vino Marsala era iniziata nel 1796, prima con Woodhouse e poi con altri commercianti come Ingham & Whitaker, che ne avevano consacrato la diffusione a livello internazionale già all'inizio del XIX secolo.
Florio fu il primo produttore ad etichettare il Marsala con il nome di un produttore italiano.
Successivamente, grazie alla flotta di navi mercantili posseduta dalla famiglia Florio e alla sua organizzazione commerciale a livello internazionale, il Marsala divenne il vino da dessert più servito sulle tavole della borghesia europea e cominciò ad essere esportato anche negli Stati Uniti d'America.
Nel 1853 la produzione del Marsala ammontò a 6.900 botti di cui il 23% prodotto dalle cantine Florio, il 19% dalla Woodhouse ed il 58% da Ingham & Whitaker.
Successivamente venne rilevata l'azienda ed il marchio Woodhouse, e Florio divenne il maggior produttore di vino Marsala. Nel 1904 nasce la Florio e C. - Società anonima vinicola italiana con la trasformazione in società per azioni da parte di Ignazio Florio jr.
Nel 1920 furono acquisite, insieme ad altri stabilimenti locali, dalla Cinzano che le unificò sotto il marchio Florio. 
Nel 1988 Cinzano ha venduto la compagnia alla Illva di Saronno. Le Cantine Florio dal 1992 hanno aperto al pubblico a Marsala uno spazio espositivo.
Oltre al Marsala produce anche moscato, grecale e passito di Pantelleria.
L'azienda si fregia, sull'etichetta del suo famoso marsala, delle antiche patenti di fornitore della Reale Casa Savoia, e delle Reali case di Belgio, Romania e Baviera.